# 氷川きよし・演歌名曲コレクション18〜しぐれの港〜
『氷川きよし・演歌名曲コレクション18〜しぐれの港〜』は、氷川きよしのアルバム。日本コロムビアから2013年5月29日に発売された。

## 概要
Aタイプ・初回完全限定スペシャル盤とBタイプ・通常盤の二種リリース。Aタイプには「春嵐」のMVが収録されたDVD付。
Aタイプ・Bタイプそれぞれ、絵柄別のスペシャルステッカーを封入され、ジャケット写真及び歌詞ブックレットの写真内容が異なる。

## 収録曲
1. しぐれの港　[5:20]
作詩:石原信一
作曲:水森英夫
編曲:伊戸のりお
2. 浜町傾げ傘　[4:02]
作詩:喜多條忠
作曲:水森英夫
編曲:伊戸のりお
3. 春嵐　[3:47]
作詩:菅麻貴子
作曲:桧原さとし
編曲:石倉重信
4. ほおずき　[3:54]
作詩:高田ひろお
作曲:佐瀬寿一
編曲:前田俊明
5. 惚れて一生　[4:13]
作詩:たきのえいじ
作曲:宮下健治
編曲:伊戸のりお
6. 幾千もの祈り　[5:13]
作詩:清瀬あき
作曲:大谷明裕
編曲:若草恵
7. ソーラン渡り鳥　[4:11]
作詩:石本美由起
作曲:遠藤実
編曲:石倉重信
  - オリジナル歌唱:こまどり姉妹
8. また逢う日まで　[3:03]
作詩:阿久悠
作曲:筒美京平
編曲:石倉重信
  - オリジナル歌唱:尾崎紀世彦
9. 母恋吹雪　[3:22]
作詩:矢野亮
作曲:林伊佐緒
編曲:石倉重信
  - オリジナル歌唱:三橋美智也
10. ふりむかないで　[4:08]
作詩:池田友彦
作曲:小林亜星
編曲:石倉重信
  - オリジナル歌唱:ハニー・ナイツ
11. 白虎隊　[3:46]
作詩:島田磬也
作曲:古賀政男
編曲:石倉重信
  - オリジナル歌唱:藤山一郎、霧島昇
12. 柔　[3:49]
作詩:関沢新一
作曲:古賀政男
編曲:石倉重信
  - オリジナル歌唱:美空ひばり